# بنيامين روزنبرغ
بنيامين روزنبرغ (بالألمانية: Benjamin Rosenberger)‏ هو لاعب كرة قدم نمساوي في مركز الدفاع، ولد في 15 يونيو 1996 في غراتس في النمسا. لعب مع شتورم غراتس.

## وصلات خارجية
- بنجامين روزنبرغ على موقع قاعدة بيانات كرة القدم.إي يو (الإنجليزية)
- بنجامين روزنبرغ على موقع Soccerway.com (الإنجليزية)
- بنجامين روزنبرغ على موقع عالم كرة القدم.نت (الإنجليزية)